# Ацкапоцалько

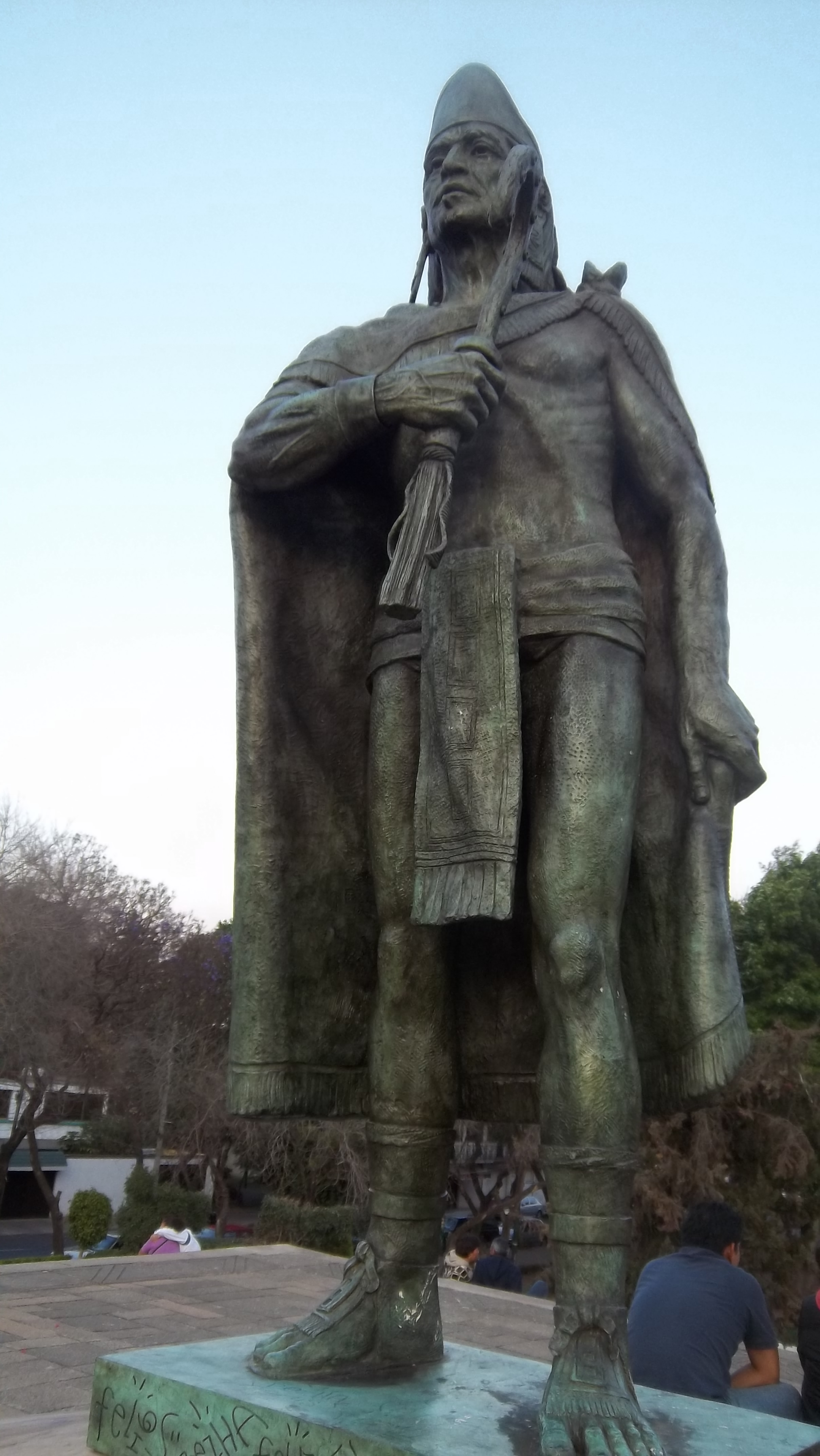
Пам'ятник Тезозомоку, тлатоані Ацкапоцалько (1370—1427)

Ацкапоцалько — держава тепанеків, яка існувала в долині Мехіко із середини XII століття до 1428 року.
Формувалася спочатку як місто-держава. Територію цю після розпаду імперії тольтеків захопило плем'я тепанеків. На той час (наприкінці XII — початку XIII століття) тепанекам з Ацкапоцалько протистояли на сході — племена акольхуас з Коатлічана, Хвексотла, Тескоко, на півночі — племена чичимеків у містах-державах Хальтокан та Тенайука, на заході — тепанеки з Тлакопана, на півдні міста-держави — Кольхуакан, Хочимілько та Чалько.
Найбільшого розквіту держава тепанеків з Ацкапоцалько досягла при королі (тлатоані) Тезозомоку (роки правління 1370—1427). Саме він призначив у 1371 році першого правителя Теночтітлана. Поступово Тезозомок захопив значну частину долини Мехіко — об'єднав племена тепанеків, «тено́чка» (самоназва місцевих ацтеків) з Теночтітлану йому платили данину. У 1418 році Тезозомок розпочав війну проти племені акольхуас. Він захопив Тескоко, вбив його правителя Іштлільхочітля, син якого Незауалькойотль був вимушений тікати. Проте Тезозомоку не вдалося завершити розпочате, бо у 1427 році він помер. Владу над Ацкапоцалько захопив його молодший син Макстла. Але наступного 1428 року об'єднані сили міст Теночтітлан, Тескоко та Тлакопан розгромили державу Ацкапоцалько, а територію її поділили поміж собою.

## Тлатоані

### I династія (близько 1000—1240 років)
- Цивактлатінак (близько 1064-д/н)

### II династія (1240—1428 роки)
- Ацапоцалько (1240-д/н)
- Матлакоатль
- Чиконквуяцін
- Тескапокцін (д/н-1320)
- Акольнауакатль (1320—1343)
- Тезозомок Макуецін (1343—1426)
- Таяух (1426—1427)
- Макстла (1427—1428)